# Dehesas Viejas
Dehesas Viejas is een gemeente in de Spaanse provincie Granada met een oppervlakte van 13 km². Dehesas Viejas telt 688 inwoners (2020).
Agrón · 
Alamedilla · 
Albolote · 
Albondón · 
Albuñán · 
Albuñol · 
Albuñuelas · 
Aldeire · 
Alfacar · 
Algarinejo · 
Alhama de Granada · 
Alhendín · 
Alicún de Ortega · 
Almegíjar · 
Almuñécar · 
Alpujarra de la Sierra · 
Alquife · 
Arenas del Rey · 
Armilla · 
Atarfe · 
Baza · 
Beas de Granada · 
Beas de Guadix · 
Benalúa · 
Benalúa de las Villas · 
Benamaurel · 
Bérchules · 
Bubión · 
Busquístar · 
Cacín · 
Cádiar · 
Cájar · 
La Calahorra · 
Calicasas · 
Campotéjar · 
Cáñar · 
Caniles · 
Capileira · 
Carataunas · 
Cástaras · 
Castilléjar · 
Castril · 
Cenes de la Vega · 
Chauchina · 
Chimeneas · 
Churriana de la Vega · 
Cijuela · 
Cogollos de Guadix · 
Cogollos Vega · 
Colomera · 
Cortes de Baza · 
Cortes y Graena · 
Cuevas del Campo · 
Cúllar · 
Cúllar Vega · 
Darro · 
Dehesas de Guadix · 
Dehesas Viejas · 
Deifontes · 
Diezma · 
Dílar · 
Dólar · 
Domingo Pérez de Granada · 
Dúdar · 
Dúrcal · 
Escúzar · 
Ferreira · 
Fonelas · 
Fornes · 
Freila · 
Fuente Vaqueros · 
Las Gabias · 
Galera · 
Gobernador · 
Gójar · 
Gor · 
Gorafe · 
Granada · 
Guadahortuna · 
Guadix · 
Los Guájares · 
Gualchos · 
Güéjar Sierra · 
Güevéjar · 
Huélago · 
Huéneja · 
Huéscar · 
Huétor Santillán · 
Huétor Tájar · 
Huétor Vega · 
Íllora · 
Ítrabo · 
Iznalloz · 
Játar · 
Jayena · 
Jérez del Marquesado · 
Jete · 
Jun · 
Juviles · 
Láchar · 
Lanjarón · 
Lanteira · 
Lecrín · 
Lentegí · 
Lobras · 
Loja · 
Lugros · 
Lújar · 
La Malahá · 
Maracena · 
Marchal · 
Moclín · 
Molvízar · 
Monachil · 
Montefrío · 
Montejícar · 
Montillana · 
Moraleda de Zafayona · 
Morelábor · 
Motril · 
Murtas · 
Nevada · 
Nigüelas · 
Nívar · 
Ogíjares · 
Orce · 
Órgiva · 
Otívar · 
Padul · 
Pampaneira · 
Pedro Martínez · 
Peligros · 
La Peza · 
El Pinar · 
Píñar · 
Pinos Genil · 
Pinos Puente · 
Polícar · 
Polopos · 
Pórtugos · 
Puebla de Don Fadrique · 
Pulianas · 
Purullena · 
Quéntar · 
Rubite · 
Salar · 
Salobreña · 
Santa Cruz del Comercio · 
Santa Fe · 
Soportújar · 
Sorvilán · 
La Taha · 
Torre-Cardela · 
Torrenueva Costa · 
Torvizcón · 
Trevélez · 
Turón · 
Ugíjar · 
Valderrubio · 
El Valle · 
Valle del Zalabí · 
Válor · 
Vegas del Genil · 
Vélez de Benaudalla · 
Ventas de Huelma · 
Villa de Otura · 
Villamena · 
Villanueva de las Torres · 
Villanueva Mesía · 
Víznar · 
Zafarraya · 
Zagra · 
La Zubia · 
Zújar